# Phaleria pulchra
Phaleria pulchra är en tibastväxtart som beskrevs av John Wynn Gillespie. Phaleria pulchra ingår i släktet Phaleria och familjen tibastväxter. Inga underarter finns listade i Catalogue of Life.